# Chryssomalis Chryssomalakos
Chryssomalis Chryssomalakos (El Pireo, Grecia; 7 de octubre de 1964) es un Físico, profesor e Investigador griego radicado en México. Se desempeña como investigador y docente en el Instituto de Ciencias Nucleares de la Universidad Nacional Autónoma de México.

## Biografía
Nacido en El Pireo, Grecia; cursó la licenciatura en física en la Universidad Politécnica Nacional de Atenas en 1987 y posteriormente en 1994 realizó un posgrado junto con el doctorado en la Universidad de California en Berkeley, así como estancias posdoctorales en Francia, Irlanda y España. Se ha especializado en estados coherentes, Física teórica-matemática, geometría no-conmutativa, gravedad y teorías de norma, grupos cuánticos y la interfase entre gravitación y cuántica.
Desde 2000 se desempeña como investigador del departamento de gravitación y teoría de campos en el Instituto de Ciencias Nucleares de la UNAM; en su labor como docente ha impartido cursos a nivel posgrado en la facultad de ciencias de dicha institución.